# Traszka karpacka
Traszka karpacka (Lissotriton montandoni) – gatunek płaza ogoniastego z rodziny salamandrowatych. Zamieszkuje Karpaty i wschodnią część Sudetów. Prowadzi lądowy tryb życia, rozmnażając się w wodzie, często w niewielkich, istniejących tylko okresowo zbiornikach wodnych. Składane są w nich jaja, z których wylęgają się Larwy. Podobnie jak dorosłe traszki, prowadzą one drapieżny tryb życia. W drugiej połowie lipca powstają dorosłe osobniki. Jest to gatunek o niewielkich zasobach w Europie Środkowej, na Ukrainie osiąga niekiedy znaczne zagęszczenie. Radzi sobie w siedliskach antropogenicznych. IUCN uznaje ją za gatunek najmniejszej troski.

## Systematyka
Zwierzę należy do rodziny salamandrowatych (Salamandridae), a w jej obrębie do podrodziny Pleurodelinae.
W przeszłości traszkę karpacką prawdopodobnie mylono z traszką zwyczajną i traszką górską.
Gatunek ten opisał w 1880 roku Boulenger, nadając mu nazwę Triton montandoni. Później różni autorzy umieszczali gatunek w różnych rodzajach, ale najczęściej w Triturus. Od pierwszej dekady XXI wieku traszka karpacka zaliczana jest do rodzaju Lissotriton.

## Genetyka
Wykryto dużą zgodność pomiędzy głównym układem zgodności tkankowej traszki karpackiej i traszki zwyczajnej. Zróżnicowanie międzygatunkowe na obszarze sympatrycznego występowania okazało się mniejsze niż różnice między różnymi populacjami L. vulgaris. By wyjaśnić taki stan rzeczy, zaproponowano dwie hipotezy: wspólne pochodzenie traszek (odziedziczyłyby wspólne allele MHC po wspólnym przodku) bądź krzyżowanie się (introgresja podczas hybrydyzacji, czyli mieszanie się alleli podczas krzyżowania się). Dochodzi do nich jeszcze podobna presja ze strony środowiska (MHC odpowiada za prezentowanie antygenów komórkom układu immunologicznego). Zasadniczo jednak większa liczba alleli traszki karpackiej prawdopodobnie wynika z introgresji od traszki zwyczajnej (wykazano wcześniej fakt hybrydyzacji). Jednak utrwalenie się takiego kierunkowego przepływu może wynikać z większej ilości pasożytów L. montandoni bądź innej struktury genetycznej (mniej loci odpowiedzialnych za prezentowanie antygenów). Rozważa się także mechanizm angażujący dobór płciowy (wybieranie przez samicę samca według największego zróżnicowania MHC potencjalnego potomstwa obserwowano u ryb, myszy, a nawet ludzi).

## Budowa
Traszka karpacka osiąga długość 10 cm. Wedle innych źródeł mierzą tyle samice, podczas gdy mniejsze od nich samce mają 8–9 cm. Jeszcze inne podaje 6,5–9 cm u samców oraz 7,5–10 cm u samic. Dymorfizm płciowy odnotowano również w przypadku masy ciała. W fazie wodnej samce ważą 2–3 g, a samice 2,1–3,8 g. Czyni to L. montandoni niewielką traszką, mniejszą od traszki górskiej; zaś rozmiarami, pokrojem ciała oraz – w mniejszym stopniu – ubarwieniem przypominającą traszkę zwyczajną bądź helwecką. Pomimo niewielkich rozmiarów wygląda ona masywnie. Połowa długości ciała przypada na ogon.

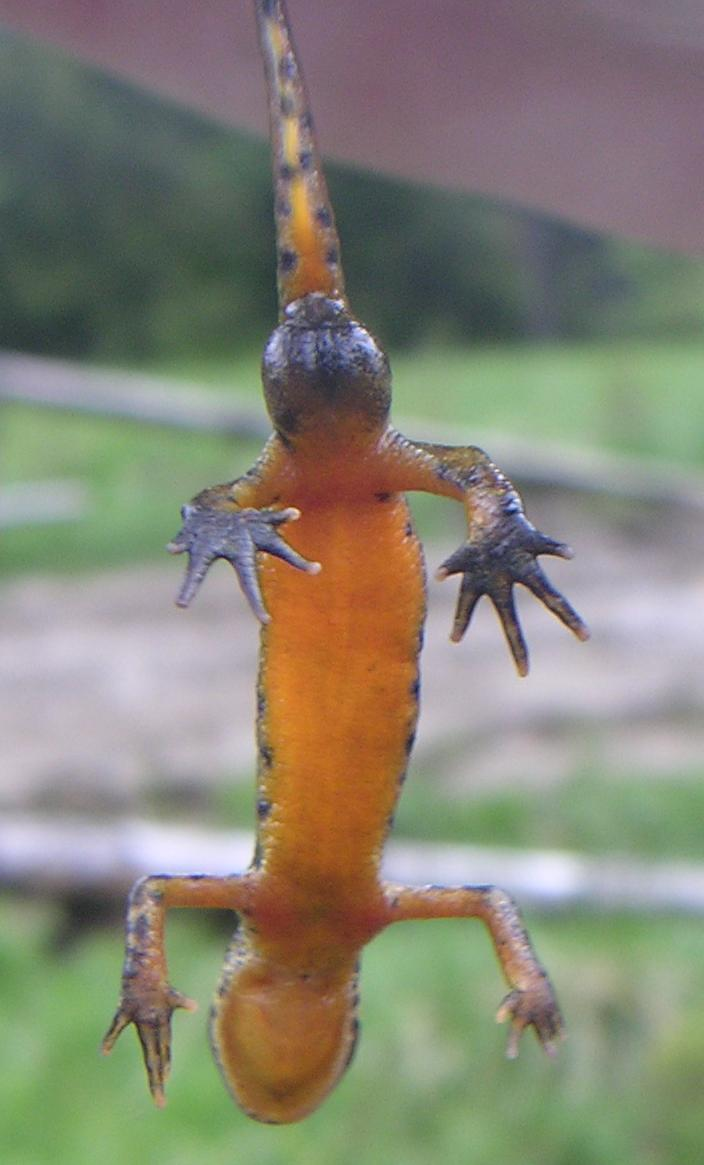
Samiec – strona brzuszna

Traszka karpacka cechuje się zmiennym ubarwieniem grzbietu. Zależy ono od wielu czynników: temperatury otoczenia, lądowej lub wodnej fazy życia, od podłoża. Przyjmuje kolor gliniastooliwkowobrązowy (który dominuje), jasnobrązowy, płowy, oliwkowy, zielonkawy, brązowawy, czerwonopomarańczowy, ciemny oliwkowobrązowy, do czarnego. Zdarza się, że jest plamisty, może być marmurkowaty bądź pokryty plamami barwy czarnej lub brązowej. Może pokrywać go skomplikowany deseń (który Babik podaje jako jedyną opcję). Na grzbiecie widnieje też szeroka żółta pręga, przebiegająca podłużnie, pośrodkowo, o brzegach nieregularnie powyginanych, otoczonych nieciągłymi liniami czarnej barwy. Pokrywająca grzbiet zwierzęcia skóra jest nieznacznie ziarnista: drobne ziarnistości występują podczas fazy lądowej, z wyjątkiem fazy wodnej, kiedy odznacza się gładkością. Głowę pokrywa marmurkowanie ciemnych plamek. Z kolei brzuszna strona ciała traszki karpackiej cechuje się barwą jednolicie pomarańczową (jaskrawą), żółtopomarańczową lub żółtą. Stronę brzuszną od grzbietowej oddziela linia ciemnych plamek. Opisywano osobniki albinotyczne. Jest to u płazów cecha dziedziczona recesywnie, związana z brakiem czarnego barwnika w skórze.
W skórze traszki karpackiej występują gruczoły produkujące jad. Cechuje się on charakterystycznym zapachem. Ma też właściwości silnie drażniące błony śluzowe. Jaskrawe ubarwienie brzusznej strony ciała traszki odgrywa rolę ostrzegawczą, informując potencjalnego drapieżnika o toksyczności traszki.
Głowę L. montandoni określa się jako szeroką, płaską. Z uwagi na wyraźnie widoczne z przodu i z boków krawędzie niektórym obserwatorom zdaje się kanciasta. Na jej powierzchni grzbietowej rozciągają się trzy bruzdy, przebiegające podłużnie, zbiegające się za nozdrzami, mające swoje przedłużenie w postaci krawędzi grzbietu. Duże oczy obejmują okrągłego kształtu źrenice okolone złotymi tęczówkami. Fałd podgardlany sprawia z kolei wrażenie niewidocznego. Występują dwa rzędy zębów lemieszowych, zbiegających się w kierunku przednim.
Ciało tej traszki opisuje się jako krępe. Ma ona płaski grzbiet o wyraźnie zaznaczonych krawędziach bocznych tworzonych przez fałdy gruczołowe, pomiędzy którymi przebiega krawędź środkowa, nieznacznie wypukła niska listwa skóry. Kształt grzbietu zdaje się niektórym badaczom przypominać tarczę herbową.
Ogon L. montandoni cechuje spłaszczenie boczne. Zaopatrzony jest w błonę płetwową o umiarkowanej szerokości oraz cienką nitkę. Występuje ona tylko w czasie godów u samców (w fazie lądowej pozostaje po niej milimetrowej długości czarny szpic), natomiast wspomniana płetwa ogonowa występuje u obu płci, choć u samca w czasie sezonu rozrodczego jest większa.
Przednie kończyny zaopatrzone są w 4 palce. Tylne łapy kończą się 5 palcami. Ani na pierwszych, ani na drugich nie występuje błona pławna.
Jak już wspomniano, występuje dymorfizm płciowy. Przejawia się on szczególnie w fazie wodnej, na którą przypada okres godowy. Samica, większa od samca, bardziej owalna w przekroju w porównaniu z bardziej kwadratowym samcem, cechuje się masywniejszą budową i jaśniejszym ubarwieniem od płci przeciwnej, ciemniejszej i bardziej jaskrawej. Samiec rozwija, wedle Młynarskiego, niewielką witkę na ogonie w okresie godów, koloru ciemnego i długości 5–8 mm. Struktura ta cechuje się swoistą strukturą histologiczną. Po zakończeniu sezonu rozrodczego twór ten zanika. Wedle Babika specjalista bez trudu zawsze potrafi jednak odszukać jej ślad. Podobna struktura pojawia się u traszki helweckiej. Nowsza pozycja bibliograficzna mówi o szacie godowej z niską płetwą grzbietową (grzebień) i wyraźnymi bocznymi fałdkami grzbietowymi. Samica różni się od samca brakiem nici na ogonie, jaśniejszą barwą i gorszą widocznością fałdów grzbietowych. Wyższy fałd płetwy ogonowej u samca odróżnia się czernią od samiczego. Na dolnej powierzchni ogona samca widnieje też biały pasek o podłużnym przebiegu z czarnymi punkcikami. Płcie różni też kolor opuchniętych warg kloakalnych. U samców są one czarne, u samic zaś żółte, a także mniej opuchnięte. Większe obrzmienie warg kloakalnych różni samca od samicy również przez pozostałą część roku, podobnie jak ciemniejsze stopy.
Do podobnych do tego gatunków należą traszka zwyczajna i traszka górska. Trudno jest rozróżnić zwłaszcza samice tych gatunków. Traszkę górską wyróżnia odcień błękitu na grzbiecie, a także mniej smukła głowa. Z kolei traszkę zwyczajną rozpoznać można po plamach na brzuchu, jednolicie zabarwionym u traszki karpackiej. Grzbiety tych gatunków również przybierają nieco inne kolory.

## Tryb życia
Kiedy zamieszkuje siedliska lądowe, traszka zachowuje aktywność nocą. Za dnia ukrywa się, wykorzystując do tego celu kamienie czy kłody drewna. Jednak częściej od traszek innych gatunków zachowuje aktywność za dnia. Widywano L. montandoni pełzające po otwartym podłożu w świetle słonecznym i temperaturze ponad 20 °C. Kiedy natomiast żyje w wodzie, wedle różnych źródeł czas jej aktywności przypada na dzień lub też zachowuje ją przez całą dobę z nasileniem w dzień, za co może odpowiadać cieplejsza za dnia woda.
Zimowanie rozpoczyna się późnym październikiem. Przebudzenie następuje w różnym czasie, zależąc głównie od wysokości nad poziomem morza. W niższych rejonach traszka wraca do aktywności pod koniec marca lub w kwietniu, natomiast na obszarach leżących wyżej dzieje się to w maju lub na początku czerwca.

### Cykl życiowy
Rozmnażanie traszki karpackiej odbywa się w środowisku wodnym. Sezon rozrodczy rozpoczyna się wczesną wiosną, niedługo po stopnieniu śniegów. Trwa od 6 do 8 tygodni. Samce pierwsze ukazują się w zbiornikach wodnych, co ma miejsce po stopnieniu lodu na wiosnę. L. montandoni wykazuje znaczną oporność na zmiany temperatury, jednakże czas jej zimowania i rozpoczęcia sezonu godowego zależy od wysokości nad poziomem morza. Rozród może odbywać się najintensywniej w maju, a na wyższych terenach w czerwcu. Na obszarach górskich o niższych wysokościach sezon godowy rozpoczyna się w pierwszej połowie kwietnia, kończąc się pod koniec maja bądź na początku czerwca. Natomiast w wyższych górach terminy te opóźniają się.
Zachowania godowe traszki karpackiej nie przedstawiają szczególnych różnic w porównaniu z rozrodem innych traszek. Zaloty szczególnie przypominają opisywane u traszki zwyczajnej. Występuje skomplikowany taniec godowy. Kończy się on złożeniem przez samca spermatoforu. Samica pobiera go. Nie zachowuje wierności – ma w zwyczaju jeszcze tej samej nocy podejmować kopulację z innymi samcami.
W kwietniu, maju bądź czerwcu samice składają jaja. Na jedną samicę przypada ich 100–200, a nawet powyżej 250 podczas jednego roku. Składa je pojedynczo, rzadziej w krótkich, liczących po kilka jaj sznurach. Jeśli ma taką możliwość, zawija jaja w liście roślin wodnych. W razie ich braku przykleja je do dna bądź spoczywających tam obiektów. Jajo cechuje się wymiarami 2,2–2,8 mm na 3,4–3,6 mm. Składa się z przezroczystej osłonki o galaretowatej konsystencji oraz z komórki jajowej o średnicy 1,7–1,8 mm, kulistego kształtu i żółtobrązowawej barwy. Embriogeneza trwa 10–15, być może niekiedy do 30 dni. Szybkość, z jaką przebiega, zależy od temperatury wody.
Z jaja wylęga się larwa. Z wyglądu nie można jej odróżnić od larwy traszki zwyczajnej. Początkowo osiąga długość 6–8 mm. Prowadzi ona wymianę gazową za pomocą krótkich, gałęziastych skrzeli. W początkowym okresie swego życia nie podejmuje większej aktywności. Ma na boku głowy specjalny narząd, wypustkę, za pomocą której przyczepia się do liści roślin wodnych bądź podłoża. Tkwi tak aż do zużycia rezerw żółtka, w które zaopatrzyła ją matka. Dopiero po jego zużyciu zaczyna poruszać się aktywnie. Odżywia się początkowo mikroskorupiakami i w mniejszym stopniu owadami. Później je więcej owadów i mięczaki. Osiąga dzięki temu długość 26–35 mm. Kończyny przednie pojawiają się wcześniej niż tylne. Po 70–90 dniach bądź 2,5–4 miesiącach ulega przeobrażeniu. Nie musi ona ulec metamorfozie w tym samym roku – może przezimować w obrębie zbiornika wodnego i przystąpić do przeobrażenia następną wiosną. Dzieje się tak czasami w górach, między innymi w Karpatach w Polsce. Zazwyczaj jednak młode traszki pojawiają się w drugiej połowie lipca. Tempo tego procesu zależy od temperatury wody w zbiorniku i od dostępności pożywienia.
Ukończywszy metamorfozę, traszka karpacka opuszcza zbiornik wodny. Żyje od tej pory na lądzie. Nie ustalono dokładnie, w jakim wieku osiąga dojrzałość płciową. Podejrzewa się jednak, że zaczyna rozmnażać się po dwóch latach życia.
Traszka karpacka często krzyżuje się z traszką zwyczajną na obszarze ich sympatrycznego występowania: w Rumunii, Czechach i na Ukrainie. Powstają w ten sposób osobniki charakteryzujące się wyglądem pośrednim pomiędzy gatunkami.

## Rozmieszczenie geograficzne
Traszka karpacka zajmuje tereny w łańcuchach górskich Karpat i Sudetów. Wedle IUCN w obu przypadkach zamieszkuje wschodnie części tych krain geograficznych. Z kolei Młynarski podawał w latach sześćdziesiątych XX wieku, że płaz zamieszkuje całe pasmo Karpat, a w Sudetach spotyka się go wyspowo na południowym wschodzie pasma. Jeszcze inne źródło podaje, że chodzi o endemit całego łuku Karpat. Podobnego określenia używa Juszczyk, który jednak wspomina również o obecności płaza na południowym wschodzie Sudetów i na Morawach. Nowsze źródło mówi o obecności płaza na północy Moraw. Babik prócz Karpat Zachodnich i Wschodnich wymienia tylko wschodnią część Sudetów, Jesioniki. Północna granica zasięgu występowania L. montandoni przebiega w okolicy równoleżnika 50°. Oznacza to obecność zwierzęcia w takich krajach jak Polska (południowe tereny województw podkarpackego, śląskiego i małopolskiego), Czechy (północny wschód), Słowacja (północ), Ukraina (zachód kraju), Rumunia (oprócz wschodu południowych Karpat w okolicy rzeki Dymbowica).
Przeprowadzono introdukcję gatunku w Niemczech, w Bawarii, w Lesie Bawarskim.

## Ekologia
Ten gatunek zamieszkuje góry i pogórza. Wedle IUCN bytuje na wysokościach pomiędzy 120 a 2000 m nad poziomem morza, według Juszczyka pomiędzy 400 a 800 m. Wedle Młynarskiego szczególnie licznie spotyka się ją pomiędzy 500 a 1500 m; wyżej, w środowisku alpejskim, występuje rzadziej. AmphibiaWeb podaje, że najliczniej bytuje na wysokości 500–750 m, a Babik, że pomiędzy 500 a 1200 m. Inne źródła mówią o występowaniu do 1000 m, a rzadko do wspomnianych 2000 m. W Polsce bytuje na wysokościach od 300 do 1462 m w Tatrach, najliczniej występując pomiędzy 500 a 800 m, na wschodzie Karpat polskich już od 350 m.

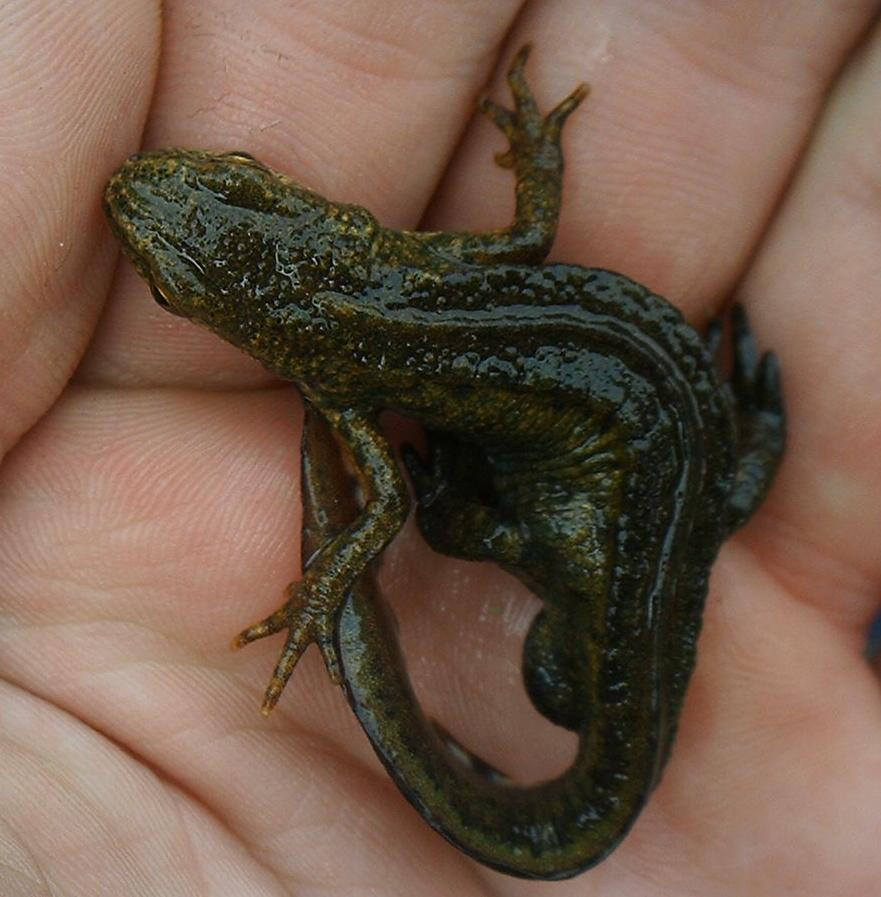
Samiec

Płaz wiedzie ściśle lądowy tryb życia. International Union for Conservation of Nature wśród siedlisk zajmowanych przez gatunek wymienia wilgotne i zacienione lasy iglaste, mieszane i liściaste. Wskazuje tutaj konkretne drzewa tworzące te lasy: buk, olsza, sosna, dąb. Podaje dalej skraje lasów i polany, Juszczyk dodaje stoki górskie, porosłe bujną roślinnością. Wedle Babika płaz ten szczególnie lubi lasy bukowe czy mieszane, obfitujące w wilgoć i posiadające dobrze rozwinięte poszycie. Unika natomiast monokultury świerku. Traszkę spotyka się także w strefie subalpejskiej. Niektóre informacje wskazują, że płaz występuje blisko wody (strumienie, źródła, stawy). Potrzebuje on wody stojącej, nawet niewielkiego zbiornika istniejącego tylko okresowo, by móc dokonać rozrodu. Wybiera on często dobrze rozwinięte runo leśne i mchy. Jej życie na lądzie nie zostało zbyt dobrze poznane. Prawdopodobnie przebiega jak u innych traszek, preferujących miejsca zacienione i odznaczające się dużą wilgotnością, spędzających dzień w ukryciu (w norach gryzoni, pod korzeniami drzew, korą, kłodami drewna, wśród mchu) i wychodzących wieczorem w celu zdobycia pożywienia. Płaz może wyjść za dnia w czasie opadów deszczu.
Jednakże w sezonie godowym musi on przenieść się do środowiska wodnego, by zapewnić ciągłość gatunku. Czas spędzany w wodach nie jest jednak długi. Według Młynarskiego rozród odbywa się w płytkich kałużach pośród lasów i w rowkach o małej głębokości. Odnotowano go nawet w koleinach po wozach. IUCN z kolei podaje tutaj bardziej różnorodne zbiorniki wodne, zarówno stałe, jak i istniejące jedynie okresowo. Niektóre z nich, o powierzchni mniejszej od 1 m² i głębokości 3–5 cm, wysychają już późną wiosną. Prócz powyższych IUCN wymienia jeziora, stawy, źródła, bagna i zarośnięte strumienie polne, a także rozlewiska wokół strumieni leśnych i wywierzyska rzek, a nawet rowy czy koleiny. Cechą łączącą zbiorniki wodne wybierane przez traszkę karpacką jest bujna roślinność zielna porastająca ich brzegi bądź umiejscowienie w lesie. Babik wymienia tu głównie zbiorniki wody stojącej, które mogą znajdować się w pełnym słońcu.
Płaz potrafi skolonizować nowe zbiorniki wodne, przebywając odległość 1 km.
Okres spoczynku zimowego rozpoczyna się jesienią, we wrześniu lub w październiku. Młynarski uważa, że również zimowanie może odbywać się w mule na dnie zbiornika wodnego. Juszczyk natomiast podaje, że traszka karpacka zimuje na lądzie. Spędza ten czas w kryjówkach ziemnych rozmaitego rodzaju. Również Babik potwierdza, że przebywa ona wtedy na lądzie, w kryjówkach zapewniających znaczną wilgotność i dodatnią temperaturę. Zimuje gromadnie. W szczególnie nadających się do przetrwania zimy miejscach mogą gromadzić się setki traszek, a także płazy innych gatunków.
W Rumunii (okręg Neamț) odnotowano współwystępowanie traszki karpackiej z trzema innymi gatunkami traszek w niedużych, liczących 10–20 m² powierzchni stawikach o głębokości 20–40 cm, zarosłych trawą, zasobnych w materiał roślinny. Płaz współistnieje tu z traszką zwyczajną, górską i grzebieniastą.
Płaz radzi sobie w środowiskach zmodyfikowanych działalnością ludzką, na terenach wiejskich, być może nawet w zanieczyszczonej wodzie.
Zwierzę wykazuje mięsożerność. W skład jego diety na lądzie wchodzą owady (chrząszcze, mrówkowate, motyle i muchówki w postaci czerwi, gąsienic i imago), skąposzczety (dżdżownicowate), stonogi, pająki, drewniakokształtne (Lithobiomorpha), Juliformia, mięczaki (ślimaki), pareczniki, dwuparce. W czasie rozrodu traszka karpacka cechuje się olbrzymim apetytem. Wykazuje w tym zakresie dużą aktywność. Jej łupem padają: plankton, larwy owadów (komarów, koziułkowatych, chruścików, ochotek) i niewielkie skorupiaki, jak małżoraczki, wioślarki, czy widłonogi. Osobniki młode żywią się stonogowatymi (Oniscidae), roztoczami, zaleszczotkami, Oniscomorpha, drobnonogami i skoczogonkami, a wśród nich podskoczkowatymi (Sminthuridae), Entomobryidae i łuśniczkowatymi (Isotomidae). Osobniki dorosłe nie zjadają pewnych rodzajów zdobyczy typowej dla młodych: drobnonogów, stonogowatych, Oniscomorpha i łuśniczkowatych. Traszki polują bowiem selektywnie, a z wiekiem zwiększa się predylekcja do większej zdobyczy. Odnotowano natomiast kanibalizm w formie oofagii – to zjawisko występuje pospolicie.
Naturalnych wrogów traszki karpackiej poznano bardzo słabo. Nie wiadomo, jaki wpływ wywierają oni na jej populację. Do zwierząt polujących na traszkę karpacką zaliczają się ssaki drapieżne, jak choćby lis, tchórz, kuna, łasica pospolita; owadożerne, jak rzęsorek rzeczek czy ryjówki; ptaki szponiaste, jak myszołów czy orlik krzykliwy, a nawet wróblowe z rodziny krukowatych, jak gawron, wrona siwa. W wodzie atakują je także pijawki.
Larwom prowadzącym wodny tryb życia zagrażają pijawki, larwy chrząszczy i ważek. Problem mogą stanowić też drapieżne ryby.

## Zagrożenia i ochrona
W Europie Środkowej traszka karpacka posiada najmniejsze zasoby ze wszystkich traszek. Pomimo tego gatunek występuje pospolicie, a miejscami nawet obficie. W ukraińskich Karpatach spotyka się miejsca, gdzie traszka karpacka wyprzedza liczebnością krewniaczki, o zagęszczeniu 20–80 osobników na 100 m brzegu bądź 18–20 na m². Jednakże jej całkowita liczebność maleje. Wśród przyczyn spadku liczby niektórych populacji podaje się utratę środowiska naturalnego z uwagi na pozyskanie drewna i rozwój infrastruktury, zatrucie ściekami komunalnymi oraz wprowadzenie przez człowieka drapieżnych ryb. Innym zagraża odłów w celach naukowych, edukacyjnych bądź hodowlanych jako zwierzęcia domowego. Niekorzystny wpływ odgrywa także wzrost intensywności gospodarki, zwłaszcza na terenach górskich. Babik wymienia tu asfaltowanie dróg leśnych i polnych. Powoduje to zmniejszenie ilości miejsc rozrodu (z drugiej strony liczne takie miejsca zostały wytworzone ręką ludzką, więc całkowita rezygnacja z działalności na tych terenach również wpłynęłaby na traszkę karpacką niekorzystnie). Z kolei zarodki i larwy dojrzewające w wypełnionych wodą koleinach cechuje bardzo duża śmiertelność. Na obszarach sympatrycznego występowania traszki zwyczajnej (której zasięg rośnie z uwagi na deforestację) oba gatunki krzyżują się często.
Babiuk zwraca uwagę na trudności w oszacowaniu liczebności zwierzęcia. Jako powód podaje rozród zwierzęcia w małych, licznych zbiornikach wodnych. W takim niewielkim zbiorniku zmieścić się może nawet kilkadziesiąt osobników, nie ma natomiast możliwości odwiedzenia ich wszystkich i zinwentaryzowania. W Polsce żyje prawdopodobnie kilkadziesiąt tysięcy osobników.

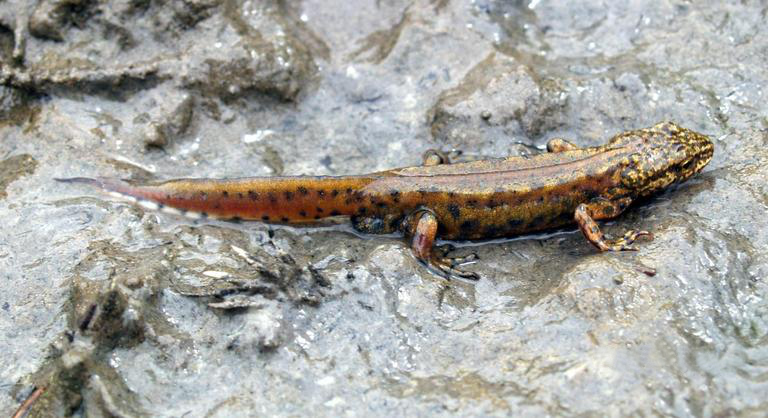
Osobnik o plamistym ubarwieniu

W 2004 International Union for Conservation of Nature (Międzynarodowa Unia Ochrony Przyrody) przyznała jej status gatunku najmniejszej troski (LC – Least Concern). IUCN uzasadnia tę decyzję szerokim zasięgiem występowania zwierzęcia, prawdopodobnie znaczną populacją, która nie zmniejsza się gwałtownie, a także różnorodnością siedlisk. W przeszłości jedynym krajem, na obszarze którego traszka karpacka podlegała ochronie prawnej, była Polska (prawodawstwo krajowe gwarantowało i gwarantuje ochronę ścisłą tego gatunku). Ten stan rzeczy zmieniło objęcie gatunku załącznikiem II konwencji berneńskiej. Obejmują go również załączniki II i IV dyrektywy siedliskowej. Wymienia go Czerwona lista zwierząt ginących i zagrożonych w Polsce (LC), Polska czerwona księga zwierząt (LC), Lista dla Karpat (EN), Czerwona księga Ukrainy, a wcześniej ZSRR, w przeciwieństwie do CITES.
Zasięg występowania gatunku obejmuje liczne tereny chronione. Na terenie Polski są to Babiogórski Park Narodowy, Bieszczadzki Park Narodowy Gorczański Park Narodowy, Magurski Park Narodowy, Pieniński Park Narodowy, Tatrzański Park Narodowy. We wszystkich wymienionych parkach narodowych na terenie Polski płaz występuje licznie. Oprócz nich spotyka się go też na terenie niektórych parków krajobrazowych i rezerwatów przyrody. Poza tym siedliska i populacje gatunku znajdujące się w obrębie obszarów siedliskowych Natura 2000 stanowią ich przedmiot ochrony.